# Fireball (píseň, Deep Purple)
Fireball je skladba hard rockové kapely Deep Purple a zároveň titulní píseň stejnojmenného alba. Později téhož roku byla vydaná i jako singl. Přestože ji Deep Purple živě hráli poměrně krátce, stal se z ní jeden z velkých a klasických hitů skupiny.

## Historie
Deep Purple skladbu natočili v březnu 1971 během dlouhého nahrávání alba Fireball. Oproti ostatním, většinou dlouhým a experimentálním písním na desce představoval Fireball kratší svižný hard rockový kus podobný dřívějšímu hitu Black Night.
Song začíná zvláštním syčivým zvukem, jež měl evokovat start vesmírné lodi. Kapela se v době vydání snažila své posluchače mystifikovat a tvrdila, že zvuk vydává "speciální syntetizér. Ve skutečnosti však šlo o zapnutou klimatizaci. Následuje energický úvod Iana Paice na bicí. Jeho zběsilá hra je pro píseň charakteristická. Paice při nahrávání vůbec poprvé použil soupravu s dvojitým basovým bubnem. Údajně si ji vypůjčil od Keitha Moona nahrávajícího ve vedlejším studiu s kapelou The Who. Skladba instrumentálně stojí především na varhanách Jona Lorda, který v poslední třetině hraje rychlé a složité sólo opakující se i v závěrečném fade outu. Oproti běžným zvyklostem nenabízí Fireball kytarové sólo, kytarista Ritchie Blackmore hraje pouze doprovodný part. Krátké basové intermezzo naopak předvedl baskytarista Roger Glover.
Autorem textu byl zpěvák Ian Gillan a podle jeho slov pojednává o neopětované lásce k "dívce, která je pro něj naprostou záhadou". Gillan ve třech slokách tuto dívku opěvuje památnými verši "You're racing like a fireball, dancing like a ghost. You're Gemini and I don't know which one I like the most" (Řítíš se jako ohnivá koule, tančíš jako duch. Jsi Blíženci a nevím, kterou tvář mám raději.), jež poměrně všední písňový námět ozvláštňují.

## Kritika a přijetí
Album Fireball bylo po vydání velmi úspěšné a dosáhlo na první příčku v britské hitparádě (byť se v ní neudrželo tak dlouho jako předcházející deska In Rock). Samotný singl dosáhl pouze na patnáctou příčku, zatímco předchozí Strange Kind Of Woman byla osmá. B stranu tvořila na britské verzi Demon's Eye, zatímco na americké I'm Alone, která byla B stranou i na singlu |Strange Kind Of Woman. Fireball získal postupem let kultovní pověst a stal se jedním z poznávacím znamení Deep Purple a jejich velkým hitem.

## Živá provedení
Na koncertech se Fireball udržel jen během turné k tomuto albu. Ian Paice obvykle hrál na soupravu s jedním basovým bubnem, před Fireballem si proto kapela dávala krátkou přestávku, během níž technici rychle připojili k soupravě druhý basový buben. Po dohrání skladby jej opět odstranili. Tato komplikace, společně s faktem, že skladba vyžadovala po bubeníkovi velkou fyzickou námahu, byla zřejmě i důvodem, proč ji Deep Purple záhy přestali hrát.
Fireball se do koncertního tracklistu vrátil v devadesátých letech, kdy začal Ian Paice používat speciální dvojitý pedál, jenž se dal připojit k jeho běžně používané soupravě a nevyžadoval už druhý basový buben.

## Sestava
- Ritchie Blackmore – kytara
- Ian Gillan – zpěv
- Jon Lord – varhany
- Ian Paice – bicí
- Roger Glover – baskytara